# Шумаковы
Шумаковы — два русских дворянских рода. (герб фамилии «Шумаков»)
Восходят к первой половине XVII века и записаны в VI часть родословной книги Курской губернии; герб одного из них внесён в VI часть Общего Гербовника. Предок рода Шумаковых Василий Евдокимов сын Шумаков, в 1642 году указан в числе дворян и детей боярских с поместным окладом. Таким образом и многие другие потомки этого рода служили российскому престолу дворянской службой в разных чинах и жалованы от государей поместьями.
Есть ещё несколько дворянских родов Шумаковых более позднего происхождения.
Были также Шумаковы - потомки детей боярских имевших общие корни с дворянами Шумаковыми,но ставшие однодворцами и позднее государственными крестьянами и мещанами.

## Описание герба
В золотом поле изображены два чёрных ланца остриями вверх, на которых горизонтально означены голубая полоса с тремя на ней золотыми раковинами.
На щите дворянский коронованный шлем. Нашлемник: крестообразно положены два чёрные ланца. Намёт на щите голубой, подложенный золотом.